# امامزاده هلال بن علی
بقعه امامزاده هلال بن علی مربوط به دوره صفوی است و در شهرستان آران و بیدگل ، داخل شهر واقع شده و این اثر در تاریخ ۲۷ مرداد ۱۳۷۷ با شمارهٔ ثبت ۲۰۹۵ به‌عنوان یکی از آثار ملی ایران به ثبت رسیده‌است. محمد هلال بن علی در این بقعه مدفون است.

## شرح بنا
بنای امامزاده هلال در زمان وفات محمد هلال بن علی به صورت سردابی بوده که روی آن اتاق مختصری ساخته شده و صندوقی به جای قبر وسط آن قرار داده بودند.
در طول تاریخ و دوران سلجوقیان و بعد از صفویان اقداماتی در زمینه ساخت و حفظ این بنا انجام گردید؛ اما بعد از انقلاب اسلامی این بنا به اوج شکوفایی و جلال خود رسیده‌است.
اکنون این بنا شامل گنبدی زیبا و کاشیکاری شده به ارتفاع ۲۴ متر از کف می‌باشد و چهار گلدسته که ۲ تای آن‌ها به ارتفاع ۲۵ متر از کف و ۲ گلدسته کوچکتر هر کدام از کف ۱۱ متر ارتفاع دارند.
مساحت صحن امامزاده ۳۰۰۰ مترمربع می‌باشد و مساحت زیر بنای بقعه به علاوه رواق‌های آن به ۳۰۰۰ متر مربع می‌رسد.
کتابخانه آستان امامزاده محمد هلال بن علی در سال ۱۳۴۴ خورشیدی، به همت آیت‌الله افتخارالاسلام دربندی، علی تشکری آرانی و الله‌یار صالح تأسیس گردید.

## مدفونان در حرم مطهر

### آرمیدگان در مقبره دانشمندان آران:
مقبره دانشمندان آران در قدیم و در صحن قدیمی حرم مطهر قرار داشت که در طی توسعه تخریب گردید و اکنون تنها مرقد ملامحمد حسین آرانی در این مکان مشخص است.
- ملا محمد حسین آرانی عارف و عالم قرن 13
- میرزاصدرالدین آرانی فرزند ملامحمد حسین عارف و عالم قرن 13 و 14
- ملا محمد صدر آرانی
- سایر فرهیختگان و علمای خاندان صدر آرانی

### آرمیدگان در مقبره العلما:
مقبره العلمای حرم مطهر در ضلع شمال شرقی صحن جنوبی قرار دارد و از بین علمای مدفون در این بقعه تنها آیت الله افتخارالاسلام دربندی و ملامحمد جعفر آرانی مشخص است
- آیت الله افتخارالاسلام دربندی
- آیت الله ملا محمد جفعر بحرینی
- ملا محمد حسن آرانی پدر آیت الله ملا محمد جفعر بحرینی
- ملا غلامرضا آقاکوچک آرانی فرزند ملا محمد حسن آرانی
- ملا محمد باقر آرانی فرزند ملا محمد حسن آرانی
- میرزا ابوتراب خطیب آرانی فرزند ملا محمد حسن آرانی
- ملا حبیب الله بحرینی
- آقا فضل الله وفا آرانی برادر نظام وفا
- میرزا محمد تشکری پدر حجه الاسلام علی تشکری
- حجه الاسلام علی تشکری داماد آیت الله افتخارالاسلام دربندی

### آرمیدگان در مقبره ایمانی قدیم ( کنار ورودی برادران)
- آیت الله ملا محمد باقر آرانی
- ملا آقا محمد حسین فرزند ملا محمد باقر آرانی

### آرمیدگان در شبستان آیت الله العظمی عاملی
- آیت الله العظمی آقامیرزا احمد عاملی آرانی
- شیخ مهدی عاملی آرانی فرزند آیت الله العظمی آقامیرزا احمد عاملی آرانی
- شیخ عزیز الله شکوری آرانی
- ملاحسن نوری آرانی
- ملامحمد حسن صدر
- دکتر شفاهی و فرزندش

### آرمیدگان در مقره العلمای کنونی
واقع در شمال صحن شرقی (جمهوری اسلامی ) حرم مطهر
- آیت الله محمد حسین موسوی کشمیری
- حجه الاسلام احمدی زاده
- حجه الاسلام فخرالدین
- حجه الاسلام احمد علی آقاییان
- حجه الاسلام فدائیان
- حجه الاسلام فلاح حسینی
- حجه الاسلام سجاد هاشمی
- حجه الاسلام احمد خرم آبادی
- حجه الاسلام شیخ حبیب الله قاسمپور پیشگام قیام 15 خرداد
- حجه الاسلام احمد امین پور

## منابع

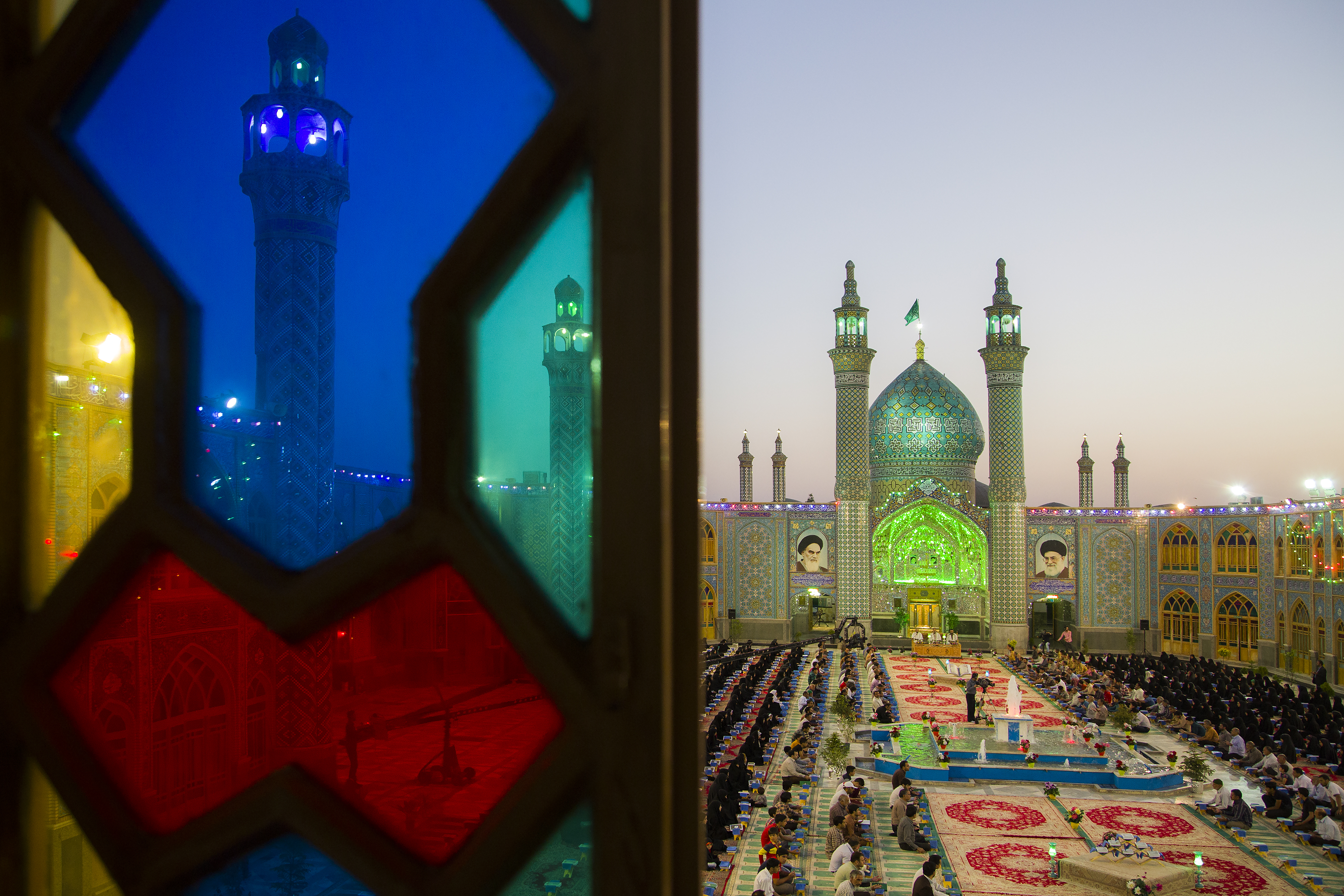
نمایی از محمد هلال ابن علی و پنجره های رنگین بنا، معماری دوره های صفوی و سلجوقی
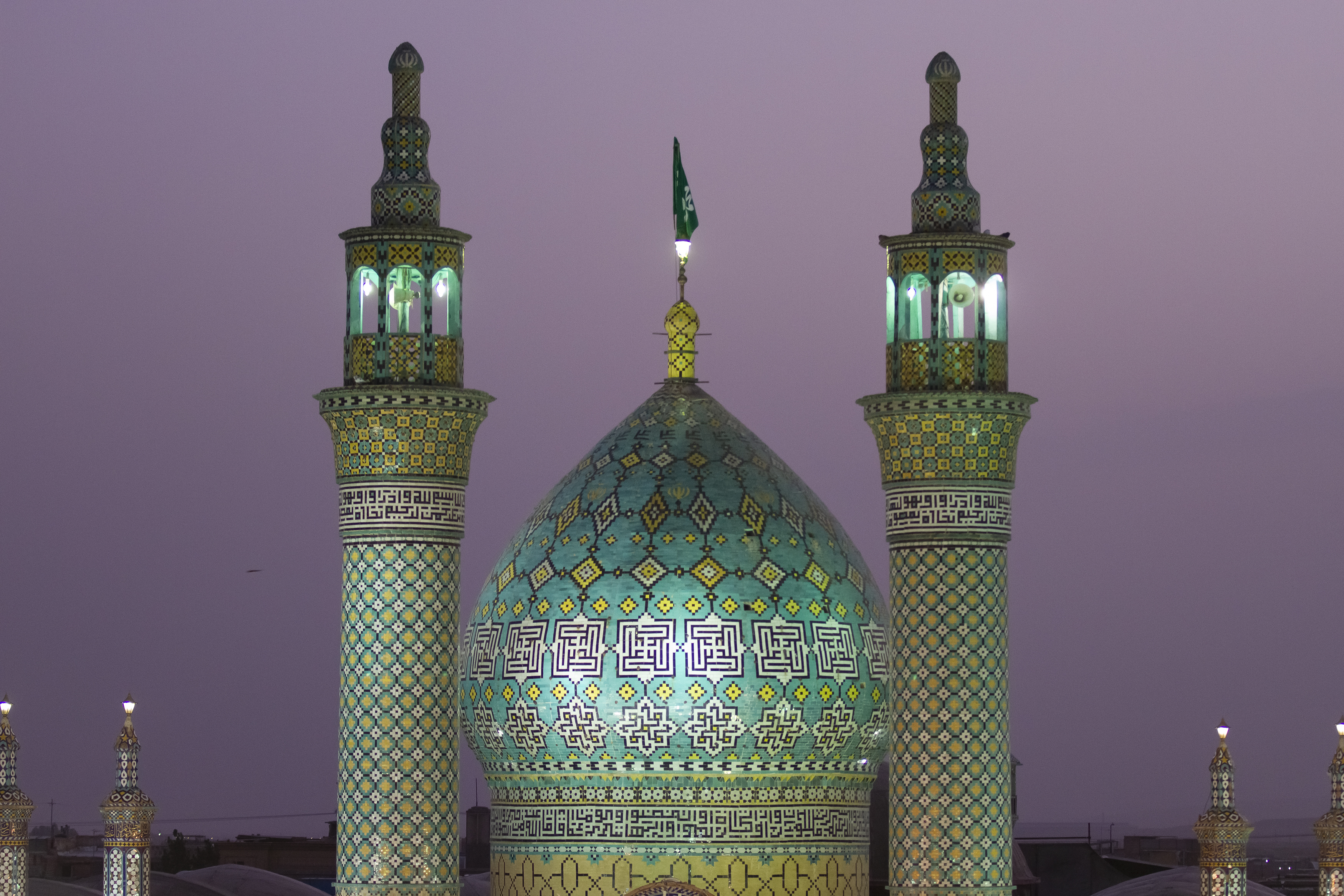
معماری گنبد و گلدسته های بنا که با کاشی کاری ایرانی تزئین شده است
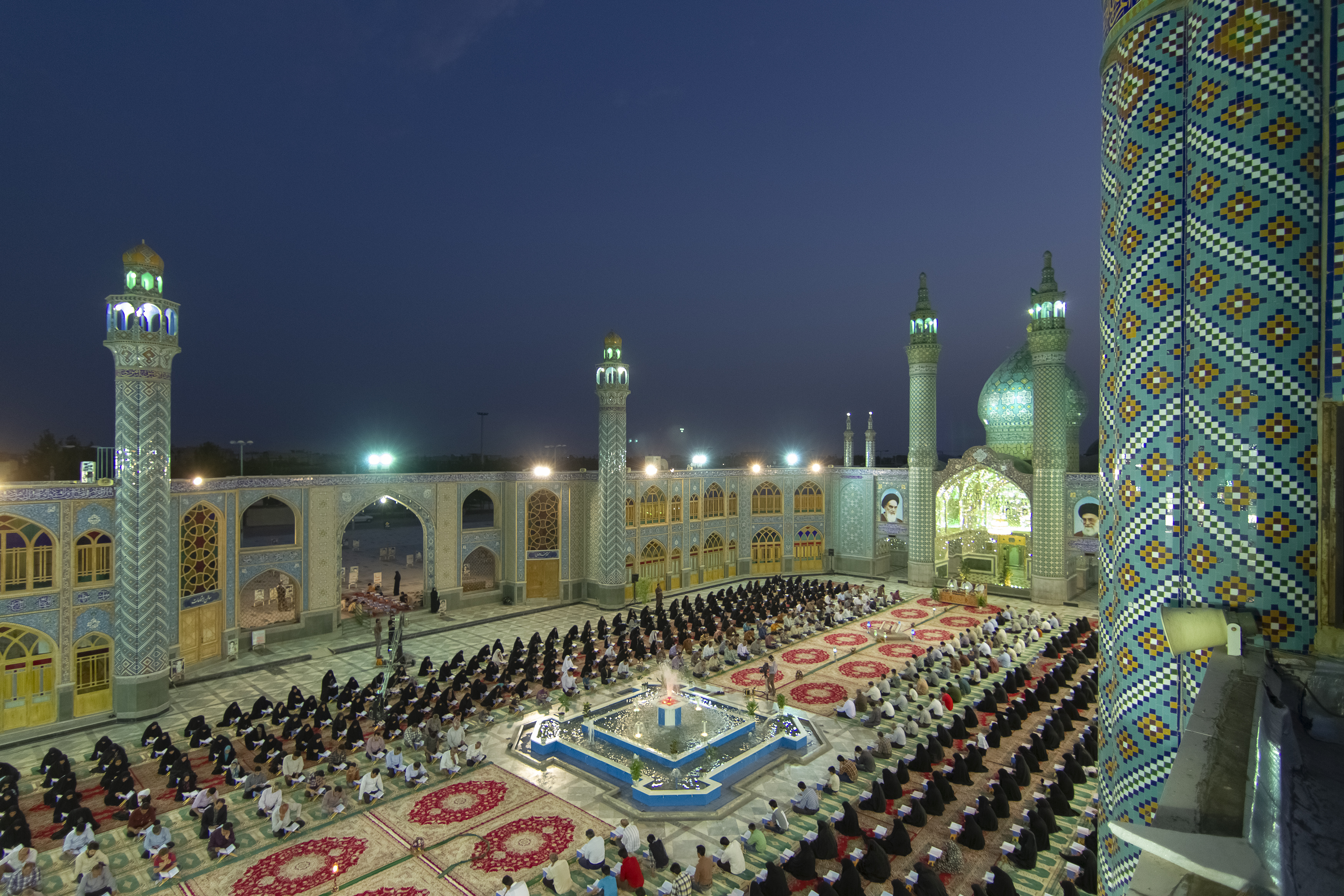
نمایی دیگر از صحن بنای مقبره هلال ابن علی در شهرستان آران و بیدگل استان اصفهان
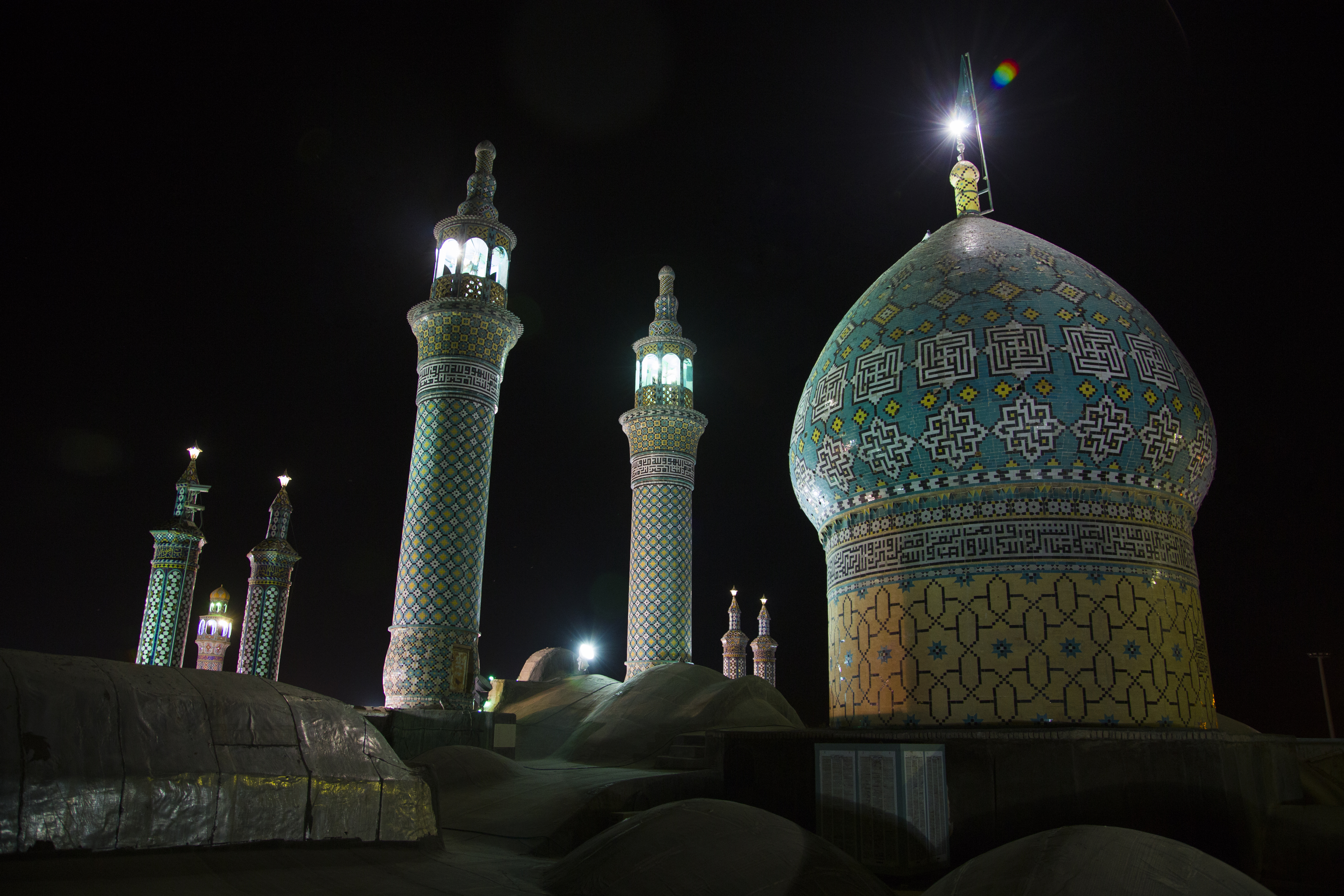
نمایی دیگر از معماری گنبد و گلدسته های این بنا در شب